# Baía de Cumberland
A Baía de Cumberland, 6 km (3.7 mi) de largura em sua entrada entre os Pontos Larsen e Barff, que separa em dois vastos braços que recuam para o interior  14 km (8.7 mi) junto a costa do norte da Geórgia do Sul. Foi descoberta e nomeada em 1775 por uma expedição britânica sob o comando de James Cook.
Durante a Segunda Guerra Mundial as estações baleeiras foram fechadas exceto por Grytviken e Porto Leith. A maioria da fábricas baleeiras Norueguesas e  receptores foram destruídas por saqueadores alemães, enquanto o resto foi alistado para servir sob o comando Aliado. Os magistrados britânicos residentes (W. Barlas e A.I. Fleuret) assistiam à defesa da ilha por todo o tempo da Guerra. A Marinha Real armou os navios mercantes Queen of Bermuda para patrulhar a Geórgia do Sul e as águas antárticas e implementaram duas armas quatro polegadas em localizações-chave protegendo as de aproximações da Baía de Cumberland e da Baía de Stromness, i.e. para Grytviken e Porto Leith respectivamente. Estas baterias (ainda presentes) foram tripuladas por voluntários dentre os baleeiros noruegueses que foram treinados para o propósito.

## Nomes anteriores da Baía de Guantánamo
A Baía de Guantánamo em Cuba também carregou o nome "Cumberland Bay" durante parte do século XVIII, quando por um tempo foi ocupada e guarnecida pelos britânicos.

## A Baía de Cumberland no Pacífico Sul
Há também uma Baía de Cumberland na Ilha Robinson Crusoe.